# Giuseppe Amatore
Giuseppe Amatore (Brescia, metà XVI secolo – inizio XVII secolo) è stato un pittore italiano.

## Biografia
Il pittore è scarsamente noto e poco trattato fin dalla letteratura artistica antica. Di nascita o formazione presumibilmente bresciana, è attivo a Brescia e nel territorio tra la seconda metà del Cinquecento e l'inizio del Seicento.

## Stile
È difficile ricostruire la personalità artistica di Giuseppe Amatore, della cui produzione è pervenuto pochissimo fra le già scarse opere citate dalla letteratura antica. La sua tecnica trova grandi affinità con quella di Grazio Cossali, con il quale è stato molto spesso confuso in passato.
Tanto quanto il primo Cossali, effettivamente, l'Amatore accoglie il manierismo lombardo coniugandolo con la lezione di Paolo Veronese, presente nell'ampiezza degli inserti architettonici e nelle cromie sollevate a tonalità più calde. Rivelatosi esperto manierista nella sciolta trattazione di complesse composizioni quali la Comunione degli Apostoli per San Faustino, l'Amatore è da elencare tra le principali figure del manierismo bresciano, immediatamente dopo i grandi esponenti quali il Cossali e Antonio Gandino.

## Opere
- Comunione degli Apostoli, Brescia, Museo diocesano;
- Santa Monica dispensa l'elemosina ai poveri, Municipio di Orzinuovi, dalla chiesa di San Barnaba;
- Quadretti ad ornamento della cantoria della chiesa di Santa Giulia (perduti).